# Berdechów (Turbia)
Berdechów – część wsi Turbia w Polsce,  położona w województwie podkarpackim, w powiecie stalowowolskim, w gminie Zaleszany.
W latach 1975–1998 Berdechów należał administracyjnie do województwa tarnobrzeskiego.